# Wagner Santos Lago
Wagner Santos Lago (sinh 1 tháng 1 năm 1978) là một cầu thủ bóng đá Brazil thi đấu cho NK Široki Brijeg ở Bosnia & Herzegovina, và là đội trưởng.

## Sự nghiệp
Sinh ra ở Ilhéus, Wagner bắt đầu chơi bóng ở các câu lạc bộ địa phương ở giải đấu bang Bahia, Goiás và São Paulo trước khi có sự nghiệp 11 năm ở Bosnia và Herzegovina. Anh rời khỏi Jaboticabal Atlético cho HSK Posusje vào tháng 7 năm 2003. Tiền vệ đã có trugn bình hơn 10 bàn một mùa giải khi thi đấu cho Široki Brijeg.
Anh trai của Wagner, Ricardo Santos Lago, cũng là một cầu thủ bóng đá quốc gia Bosnia và Herzegovina.